# 1004
| 1004               |
| ------------------ |
| Dødsfald - Fødsler |
|                    |

| Gregoriansk kalender | 1004 MIV                |
| Ab urbe condita      | 1757                    |
| Armensk kalender     | 453 ԹՎ ՆԾԳ              |
| Kinesiske kalender   | 3700 – 3701 癸卯 – 甲辰 |
| Etiopisk kalender    | 996 – 997               |
| Jødisk kalender      | 4764 – 4765             |
| Hindukalendere       |                         |
| - Vikram Samvat      | 1059 – 1060             |
| - Shaka Samvat       | 926 – 927               |
| - Kali Yuga          | 4105 – 4106             |
| Iransk kalender      | 382 – 383               |
| Islamisk kalender    | 394 – 395               |

Konge i Danmark: Svend Tveskæg 986/87-1014
Se også 1004 (tal)

## Dødsfald
- Erik den Røde døde i vinteren 1003-1004